# 薩姆塔維西主教座堂

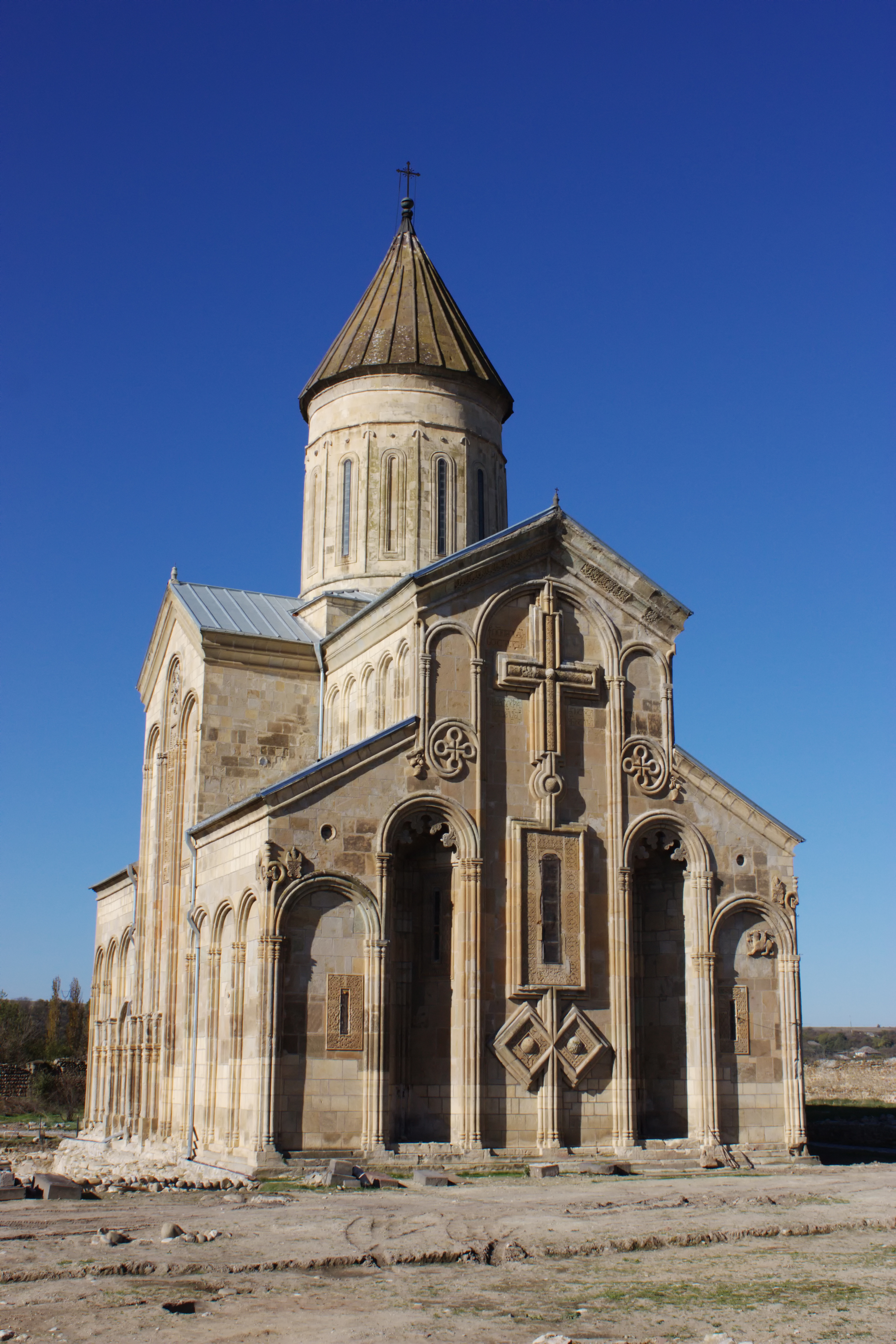
薩姆塔維西主教座堂

薩姆塔維西主教座堂是位於喬治亞内卡尔特利大区的一座喬治亞正教會主教座堂，距喬治亞首都城市提比里斯有45公里。這裡在572年時就已經有一座教堂，在10世紀時重建。現存的教堂最早修建於11世紀。